# Шапран
Шапран (укр. Шапран) — село, относится к Новопсковскому району Луганской области Украины.
Население по переписи 2001 года составляло 8 человек. Почтовый индекс — 92311. Телефонный код — 6463. Занимает площадь 0,64 км². Код КОАТУУ — 4423382805.

## Местный совет
92311, Луганська обл., Новопсковський р-н, с. Козлове, вул. Леніна, 6  (укр.)